# 장 (단위)
장은 길이의 단위이다. 한 장은 한 자의 열 배로, 약 3미터에 해당한다.

## 같이 보기
- 길